# Imanol Alguacil
Imanol Alguacil Barrenetxea (Orio, Guipúzcoa, 4 de julio de 1971) es un exfutbolista y entrenador español. Actualmente dirige al Al-Shabab de la Liga Profesional Saudí. Jugó en el puesto de lateral derecho en la Real Sociedad y Villarreal CF a lo largo de la década de 1990. Con estos dos equipos disputó un total de 121 partidos en la Primera División de España a lo largo de 9 temporadas.

## Trayectoria como jugador
Imanol Alguacil nació en 1971 en la localidad guipuzcoana de Orio. 
Imanol destacó como un lateral derecho de gran proyección ofensiva, lo que le permitía jugar también en el centro del campo. Fue un jugador habitual en la Real Sociedad a principios de los años 1990, pero nunca acabó de consolidarse del todo en el equipo y finalmente su carrera fue a menos. Fue integrante de la plantilla del Villarreal CF, que debutó en Primera división en la temporada 1998-99, y acabó jugando en varios equipos en Segunda y Segunda B antes de retirarse.
Hasta juveniles, militó en las filas del Orioko Fútbol Taldea, equipo de fútbol de su pueblo. En su último año de juvenil fue fichado por la Real Sociedad. Pasó por el juvenil de la Real y a partir de 1989 jugó en el San Sebastián CF, filial de la Real que militaba en la Segunda División B. Con el Sanse Imanol jugó 56 partidos durante dos temporadas.
Imanol debutó el 29 de septiembre de 1990 en la Primera división española de fútbol en un partido de Liga jugado por la Real en el Estadio Carlos Tartiere de Oviedo. Sin embargo esa temporada 1990-91 no volvió a jugar en Primera y siguió militando en el filial. 
John Toshack decidió subirlo a la primera plantilla de la Real Sociedad al comienzo de la temporada 1991-92.  Perteneció a la misma generación que Bittor Alkiza, Luis Pérez o Andoni Imaz, jugadores de la cantera realista que debutaron casi a la vez en el primer equipo de la Real. 
Durante sus primeras temporadas Imanol tuvo su sitio en la banda derecha de la Real y jugó un buen número de partidos con la Real. Disputó 23 partidos en la temporada 1991-92 y 30 en la campaña 1992-93. Sin embargo nunca llegó a ser indiscutible y sus problemas con las lesiones no contribuyeron a ello. En la temporada 1993-94 su aportación comenzó a decrecer, aunque en la 1994-95 todavía llegó a jugar 20 partidos. Sin embargo a partir de 1996 dejó de ser habitual en las alineaciones y finalmente acabó relegado al ostracismo en su última temporada, la 1997-98, en la que solo jugó los primeros 4 partidos de Liga. 
Durante las 7 temporadas en las que perteneció a la primera plantilla de la Real Sociedad disputó 131 partidos oficiales con la Real, de los cuales 113 fueron en la Primera división. Marcó 7 goles con la Real en Primera, destacando un gol que marcó al Real Madrid en una victoria a domicilio en el Santiago Bernabéu durante la temporada 1993-94. A nivel colectivo obtuvo dos clasificaciones para la Copa de la UEFA, en la temporada 1991-92 (5.º puesto) y en la 1997-98 (3.er puesto).
Al finalizar la temporada 1997-98 dejó el club vasco para fichar por el Villarreal CF. El equipo castellonense acababa de ascender por primera vez en su historia a la Primera división española y buscaba reforzar su plantilla con jugadores con experiencia en la máxima categoría. Sin embargo Imanol no entró demasiado en los planes de José Antonio Irulegui, técnico de los amarillos, y solo jugó 8 partidos de Liga con su club en la temporada 1998-99. El Villarreal descendió de categoría al acabar la temporada.  En la temporada siguiente, en Segunda división Imanol dispuso de más minutos y contribuyó al ascenso del Villarreal, pero al configurar el equipo castellonense la plantilla de cara al regreso a Primera, no contó con el jugador vasco.
Al finalizar la temporada 1999-2000 Imanol fichó por el Real Jaén, recién ascendido a la Segunda, con el que jugaría 30 partidos de Liga, aunque la mayor parte de ellos como suplente. El Jaén logró la permanencia. En la temporada 2001-02 fichó por el Cartagonova FC (actual FC Cartagena) de Segunda División A. Finalmente Imanol se retiró jugando su última temporada en el Burgos CF, también en la Segunda B. Imanol colgó las botas al finalizar la temporada 2002-03 a punto de cumplir 32 años de edad.

### Selección nacional
Nunca llegó a ser internacional absoluto con la Selección de fútbol de España, pero llegó a disputar 3 partidos amistosos internacionales con la Selección de fútbol de Euskadi, que carece de reconocimiento oficial por parte de la FIFA. Fue en 1994, 1995 y 1997 ante las selecciones de Rusia, Paraguay y Yugoslavia.

## Trayectoria como entrenador

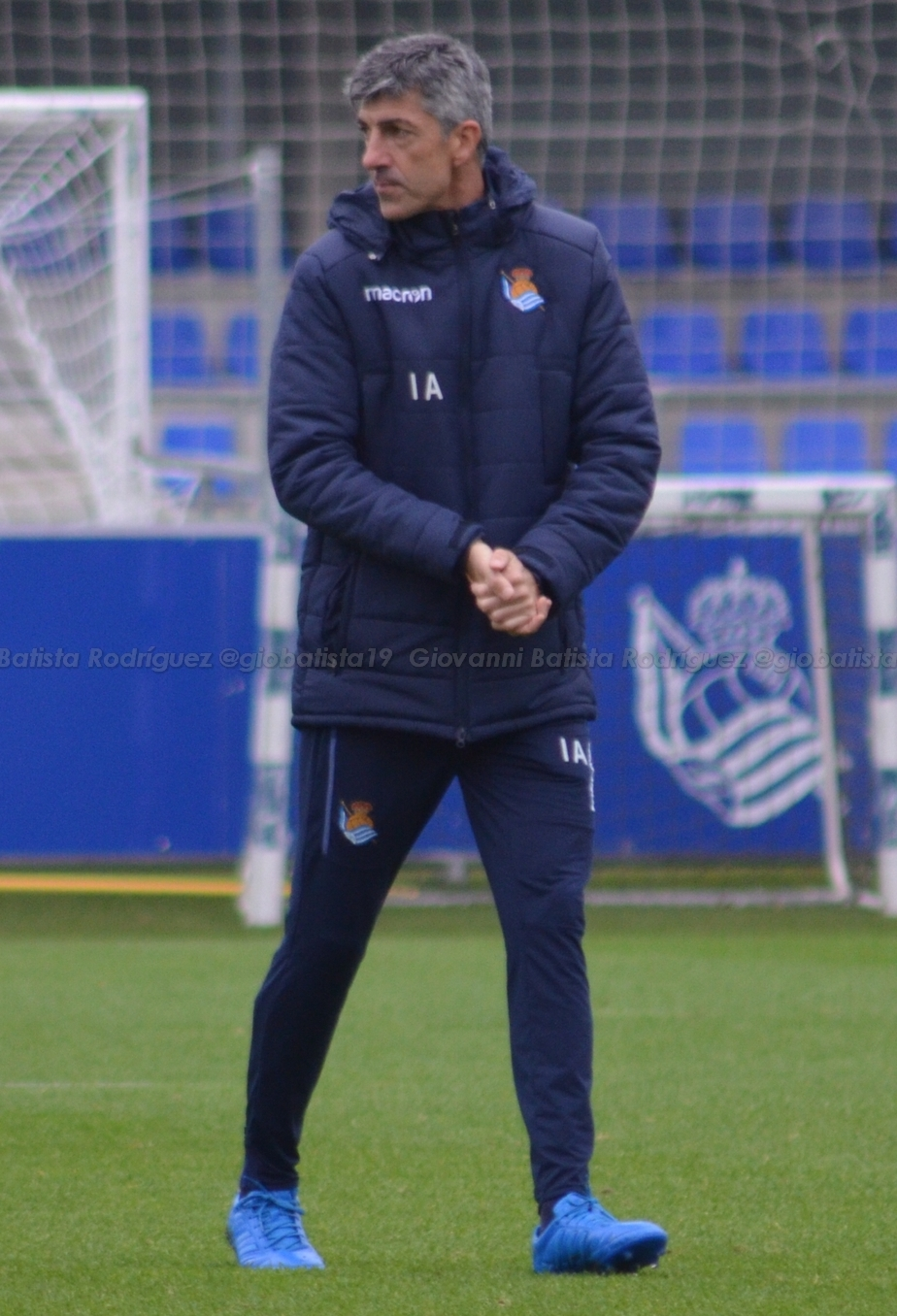
Imanol Alguacil como entrenador de la Real Sociedad en 2018.

#### Inicios
Comenzó su carrera en los banquillos siendo entrenador del Orioko Fútbol Taldea.

#### Zarautz KE juvenil
En la temporada 2010-11, entrenó al Zarautz KE juvenil, junto a Mikel Lasa.

#### Real Sociedad juvenil
En la temporada 2011-12, fue el técnico del equipo juvenil de la Real Sociedad. En la temporada 2012-13, dirigió al juvenil B de la Real Sociedad.

#### Real Sociedad "B"
Entre 2013 y 2014, trabajó como segundo entrenador de la Real Sociedad de Fútbol "B". En noviembre de 2014, pasó a ser el entrenador de la Real Sociedad de Fútbol "B".

#### Real Sociedad
En marzo de 2018, se hizo cargo del primer equipo de la Real Sociedad hasta final de temporada, sustituyendo a Eusebio Sacristán. Obtuvo 16 puntos en los 9 partidos en los dirigió al equipo donostiarra, finalizando como 12.º clasificado en la Liga. Regresó al filial txuri urdin para la temporada siguiente, hasta que en diciembre de 2018, tras la destitución de Asier Garitano, volvió a ser promocionado a entrenador de la Real Sociedad. Su llegada supuso el revulsivo esperado y llevó al conjunto vasco a la 9.ª posición al término de la Liga.
El 3 de enero de 2020, firmó la renovación de su contrato por una temporada adicional. El elenco donostiarra acabó la Liga en 6.ª posición, clasificándose para la Liga Europa. El 3 de abril de 2021, su equipo se proclamó campeón de la Copa de Rey 19-20 que había sido aplazada por la pandemia del COVID-19. La final terminó 0–1 en el Estadio de La Cartuja de Sevilla ante el Athletic Club con gol de Mikel Oyarzabal. En consecuencia, la Real Sociedad levantó un título tras 34 años de sequía. Además, también consiguió hacerse con la 5.ª posición en la Liga, por lo que se clasificó nuevamente para la Liga Europa.
El 24 de abril de 2025, anunció que dejaría su cargo al finalizar la temporada, cerrando una etapa histórica de más de seis años al frente del primer equipo.

#### Al-Shabab
El 3 de julio de 2025, fue confirmado como entrenador del Al-Shabab.

## Clubes y estadísticas

### Como jugador
| Club                        | País   | Año       |
| --------------------------- | ------ | --------- |
| Real Sociedad de Fútbol "B" | España | 1989-1991 |
| Real Sociedad               | España | 1991-1998 |
| Villarreal CF               | España | 1998-2000 |
| Real Jaén                   | España | 2000-2001 |
| Cartagonova FC              | España | 2001-2002 |
| Burgos CF                   | España | 2002-2003 |

### Como entrenador
| Equipo                     | Div.                | Temporada           | Liga  | Liga | Liga | Liga | Liga |       | Copa | Copa | Copa | Copa  |    | Internacional | Internacional | Internacional | Internacional | Internacional |   | Otros | Otros | Otros | Otros |     | Totales     | Totales | Totales | Totales | Totales | Totales | Totales | Totales |
| Equipo                     | Div.                | Temporada           | Part. | G    | E    | P    | Pos. | Part. | G    | E    | P    | Part. | G  | E             | P             | Pos.          | Part.         | G             | E | P     | Part. | G     | E     | P   | Rendimiento | GF      | GC      | Dif.    |         |         |         |         |
| -------------------------- | ------------------- | ------------------- | ----- | ---- | ---- | ---- | ---- | ----- | ---- | ---- | ---- | ----- | -- | ------------- | ------------- | ------------- | ------------- | ------------- | - | ----- | ----- | ----- | ----- | --- | ----------- | ------- | ------- | ------- | ------- | ------- | ------- | ------- |
| Real Sociedad "B" · España | 2.ªB                | 2014-15             | 24    | 7    | 8    | 9    | 14.º | -     | -    | -    | -    | -     | -  | -             | -             | -             | -             | -             | - | -     | 24    | 7     | 8     | 9   | 40.28%      | 28      | 37      | -9      |         |         |         |         |
| Real Sociedad "B" · España | 2.ªB                | 2015-16             | 38    | 16   | 12   | 10   | 7.º  | -     | -    | -    | -    | -     | -  | -             | -             | -             | -             | -             | - | -     | 38    | 16    | 12    | 10  | 52.64%      | 58      | 44      | +14     |         |         |         |         |
| Real Sociedad "B" · España | 2.ªB                | 2016-17             | 38    | 13   | 13   | 12   | 10.º | -     | -    | -    | -    | -     | -  | -             | -             | -             | -             | -             | - | -     | 38    | 13    | 13    | 12  | 45.61%      | 55      | 43      | +12     |         |         |         |         |
| Real Sociedad "B" · España | 2.ªB                | 2017-18             | 30    | 16   | 7    | 7    | Inc. | -     | -    | -    | -    | -     | -  | -             | -             | -             | -             | -             | - | -     | 30    | 16    | 7     | 7   | 61.11%      | 35      | 22      | +13     |         |         |         |         |
| Real Sociedad · España     | 1.ª                 | 2017-18             | 9     | 5    | 1    | 3    | 12.º | -     | -    | -    | -    | -     | -  | -             | -             | -             | -             | -             | - | -     | 9     | 5     | 1     | 3   | 59.26%      | 15      | 7       | +8      |         |         |         |         |
| Real Sociedad "B" · España | 2.ªB                | 2018-19             | 18    | 6    | 5    | 7    | Inc. | -     | -    | -    | -    | -     | -  | -             | -             | -             | -             | -             | - | -     | 18    | 6     | 5     | 7   | 42.59%      | 23      | 20      | +3      |         |         |         |         |
| Real Sociedad "B" · España | Total               | Total               | 148   | 58   | 45   | 45   | -    | -     | -    | -    | -    | -     | -  | -             | -             | -             | -             | -             | - | -     | 148   | 58    | 45    | 45  | 49.33%      | 199     | 166     | +33     |         |         |         |         |
| Real Sociedad · España     | 1.ª                 | 2018-19             | 21    | 8    | 7    | 6    | 9.º  | 2     | 0    | 2    | 0    | -     | -  | -             | -             | -             | -             | -             | - | -     | 23    | 8     | 9     | 6   | 47.82%      | 29      | 28      | +1      |         |         |         |         |
| Real Sociedad · España     | 1.ª                 | 2019-20             | 38    | 16   | 8    | 14   | 6.º  | 8     | 8    | 0    | 0    | -     | -  | -             | -             | -             | -             | -             | - | -     | 46    | 24    | 8     | 14  | 57.97%      | 81      | 53      | +28     |         |         |         |         |
| Real Sociedad · España     | 1.ª                 | 2020-21             | 38    | 17   | 11   | 10   | 5.º  | 2     | 1    | 0    | 1    | 8     | 2  | 4             | 2             | 1/16          | 1             | 0             | 1 | 0     | 49    | 20    | 16    | 13  | 51.7%       | 68      | 50      | +18     |         |         |         |         |
| Real Sociedad · España     | 1.ª                 | 2021-22             | 38    | 17   | 11   | 10   | 6.º  | 5     | 4    | 0    | 1    | 8     | 2  | 4             | 2             | 1/16          | -             | -             | - | -     | 51    | 23    | 15    | 13  | 54.9%       | 64      | 54      | +10     |         |         |         |         |
| Real Sociedad · España     | 1.ª                 | 2022-23             | 38    | 21   | 8    | 9    | 4.º  | 5     | 4    | 0    | 1    | 8     | 5  | 1             | 2             | 1/8           | -             | -             | - | -     | 51    | 30    | 9     | 12  | 64.7%       | 72      | 41      | +31     |         |         |         |         |
| Real Sociedad · España     | 1.ª                 | 2023-24             | 38    | 16   | 12   | 10   | 6.º  | 7     | 5    | 2    | 0    | 8     | 3  | 3             | 2             | 1/8           | -             | -             | - | -     | 53    | 24    | 17    | 12  | 55.97%      | 67      | 47      | +20     |         |         |         |         |
| Real Sociedad · España     | 1.ª                 | 2024-25             | 38    | 13   | 7    | 18   | 11.º | 7     | 5    | 1    | 1    | 12    | 6  | 2             | 4             | 1/8           | -             | -             | - | -     | 57    | 24    | 10    | 23  | 47.96%      | 74      | 69      | +5      |         |         |         |         |
| Real Sociedad · España     | Total               | Total               | 258   | 113  | 65   | 80   | -    | 36    | 27   | 5    | 4    | 44    | 18 | 14            | 12            | -             | 1             | 0             | 1 | 0     | 339   | 158   | 85    | 96  | 54.97%      | 470     | 349     | +121    |         |         |         |         |
| Al-Shabab Arabia Saudita   | 1.ª                 | 2025-26             | 0     | 0    | 0    | 0    | -    | 0     | 0    | 0    | 0    | 0     | 0  | 0             | 0             | -             | -             | -             | - | -     | 0     | 0     | 0     | 0   | 0%          | 0       | 0       | +0      |         |         |         |         |
| Al-Shabab Arabia Saudita   | Total               | Total               | 0     | 0    | 0    | 0    | -    | 0     | 0    | 0    | 0    | 0     | 0  | 0             | 0             | -             | -             | -             | - | -     | 0     | 0     | 0     | 0   | 0%          | 0       | 0       | +0      |         |         |         |         |
| Total en su carrera        | Total en su carrera | Total en su carrera | 406   | 171  | 110  | 125  | -    | 36    | 27   | 5    | 4    | 44    | 18 | 14            | 12            | -             | 1             | 0             | 1 | 0     | 487   | 216   | 130   | 141 | 53.25%      | 669     | 515     | +154    |         |         |         |         |
| 1. 2. 3.                   |                     |                     |       |      |      |      |      |       |      |      |      |       |    |               |               |               |               |               |   |       |       |       |       |     |             |         |         |         |         |         |         |         |

#### Resumen por competiciones
| Competición                        | Partidos | Ganados | Empatados | Perdidos | %      | Resultado        |
| ---------------------------------- | -------- | ------- | --------- | -------- | ------ | ---------------- |
| Segunda División B de España       | 148      | 58      | 45        | 45       | 49.33% | 7.º lugar        |
| LaLiga                             | 258      | 113     | 65        | 80       | 52.2%  | 4.º lugar        |
| Copa del Rey                       | 36       | 27      | 5         | 4        | 79.63% | Campeón          |
| Supercopa de España                | 1        | 0       | 1         | 0        | 33.33% | Semifinales      |
| Liga Profesional Saudí             | 0        | 0       | 0         | 0        | 0%     | En disputa       |
| Copa del Rey de Campeones          | 0        | 0       | 0         | 0        | 0%     | En disputa       |
| Liga de Campeones de la UEFA       | 8        | 3       | 3         | 2        | 50%    | Octavos de final |
| Liga Europea de la UEFA            | 36       | 15      | 11        | 10       | 51.86% | Octavos de final |
| Copa de Clubes Campeones del Golfo | 0        | 0       | 0         | 0        | 0%     | En disputa       |
| TOTAL                              | 487      | 216     | 130       | 141      | 53.25% | 1 Título         |

## Trivia
- Durante sus temporadas en la Real Sociedad la afición realista adoptó la costumbre de jalear las acciones de Imanol Alguacil cantando el estribillo de la canción Imanol del grupo de rock Platero y Tú.

## Palmarés

#### Campeonatos nacionales
| Título       | Club          | Año  |
| ------------ | ------------- | ---- |
| Copa del Rey | Real Sociedad | 2020 |